# ピアノ協奏曲第1番 (グラズノフ)
アレクサンドル・グラズノフのピアノ協奏曲第1番 ヘ短調 作品92は、彼がサンクトペテルブルク音楽院長在職時の1910年から1911年にかけて作曲された。曲は1905年にサンクト・ペテルブルクでの演奏会を聞いたのが縁で交友関係を結んだレオポルド・ゴドフスキーに献呈され、ゴドフスキーは作曲者の依頼でピアノパートを改訂している。
1912年に初演された。

## 編成
独奏ピアノ、フルート3（ピッコロ持ち替え）、オーボエ2、クラリネット2、ファゴット2、ホルン4、トランペット2、トロンボーン3、ティンパニ、打楽器、弦五部

## 構成
曲は2楽章からなり、2楽章は主題と変奏形式で、緩徐楽章、スケルツァンドの要素とフィナーレ(コーダ)が融合されている。
1. Allegro moderato：ヘ短調、ソナタ形式。冒頭の半音階的な付点動機は各所で登場する。動機がオーケストラからピアノに受け継がれ、夜想曲風の第1主題、ホ長調の第2主題が提示・展開される。
2. Tema con variazoni：変ニ長調。
  1. Tema (Andante tranquilo)：オーケストラのみで主題が提示される。
  2. Variation I
  3. Variation II (chromatica) Andantino
  4. Variation III (Eroica) Allegro moderato)
  5. Variation IV (lyrica) Adagio
  6. Variation V (Intermezzo) Allegro
  7. Variation VI (quasi una fantasia) Lento
  8. Variation VII Mazurka: Allegretto
  9. Variation VIII Scherzo: Allegro ma non troppo
  10. Variation IX Finale: Allegro moderato：変奏および全曲のフィナーレ。ヘ長調に転じ、第1楽章の主題が再現した後華々しく終結する。

## 録音
- Pott, Francis, Notes for Hyperion CDA66877: Glazunov: Piano Concertos; Goedicke: Concertstück; Stephen Coombs, piano; BBC Scottish Symphony Orchestra conducted by Martyn Brabbins.